# Parco nazionale dei Monti Sibillini
Il parco nazionale dei Monti Sibillini è un parco nazionale che tutela l'ambiente naturale del massiccio montuoso omonimo estendendosi tra le regioni di Marche e Umbria, suddiviso su quattro province.

## Storia
Il parco fu istituito nel 1993.

## Descrizione
Si estende per una superficie di circa 71.437 ettari, su un terreno prevalentemente montuoso. Il paesaggio predominante è quello del massiccio calcareo della catena degli Appennini, che in questa zona funge da tramite tra le forme più morbide dell'Appennino settentrionale e le massime altezze abruzzesi, assumendo tratti anche severi e scoscesi.
Dall'asse principale della dorsale appenninica degradano un versante orientale e uno occidentale.
Il primo è caratterizzato da una grande varietà di paesaggi e ambienti naturali. I fondivalle dei fiumi e dei torrenti si articolano in gole strette e impressionanti (come le suggestive Gole dell'Infernaccio), create dalle attività telluriche e dall'erosione. Più in alto numerosi boschi (soprattutto faggete) si cingono a corona delle valli appenniniche con prevalente andamento nord-sud.
Il versante occidentale degrada dolcemente verso l'Umbria con una serie successiva di depressioni ad alta quota, i famosi Piani di Castelluccio.

### Clima[1]
Il clima del parco è molto vario, infatti è spesso burrascoso, come scritto ne "Il Guerrin Meschino" di Andrea da Barberino. Un fattore importante per il clima è l'altitudine, che esalta l'esposizione ai moti dei venti e le oscillazioni climatiche. Sono cinque le principali categorie che influenzano il clima dell'area del parco, e sono: la radiazione solare, la temperatura, l'umidità, le precipitazioni e i venti.
- La radiazione solare è il fattore determinante dell'evoluzione dei fenomeni fisici. Le nubi e gli ostacoli presenti sul territorio, come le strutture, riflettono ed emettono raggi solari, mentre il terreno ne assorbe una notevole quantità, ma si raffredda emettendo raggi infrarossi. L'effetto serra naturale, utile per il mantenimento del calore acquisito, è aumentato a causa dell'inquinamento atmosferico, modificando così le precipitazioni, che si sono prolungate e intensificate, e i periodi caldi, che sono sempre più siccitosi e duraturi.
- La temperatura varia a seconda dell'altezza e della posizione. Sotto i 1 000 metri le temperature massime e medie aumentano nella parte del versante tirrenico, mentre quelle minori aumentano nel versante adriatico. Il lato occidentale accentua il suo clima continentale, mentre quello orientale è più esposto alle correnti fredde del nordest. Il fondovalle è mediamente più caldo, differenza che si aggira tra i 2 e i 4 °C, visto che durante il giorno si riscalda più facilmente rispetto alle sommità. Fino ai 600 m la temperatura media a 0 °C va da gennaio a febbraio, con possibilità di gelate notturne, fino ai 1 000 m va da dicembre a marzo e fino ai 2 000 m va da novembre alla metà di aprile. Dagli anni 1950 le temperatura di tutto il parco sta aumentando leggermente, con Norcia che presenta l'aumento maggiore.
- L'umidità influenza l'atmosfera e le forme di vita, sia animali che vegetali, con una presenza di condensazione ed evaporazione che si alternano continuamente. Nei periodi estivi l'umidità relativa tende a diminuire, rispetto ai periodi invernali dove raggiunge il picco al primo mattino e il minimo nel primo pomeriggio. Il mese meno umido è luglio, mentre quello più umido è dicembre.
- Le precipitazioni sono molto ricche e riescono ad alimentare sia i corsi d'acqua che la vegetazione. I Comuni che si trovano verso la fascia adriatica presentano precipitazioni più abbondanti e con maggiore quantità di acqua, anche se a differenza del versante tirrenico presentano una minore precipitazione giornaliera del 30%. Attraverso il coefficiente nivometrico di Lauscher è stato evidenziato che le possibilità di nevicate sono maggiori nei territori verso la fascia tirrenica, differenziandosi rispetto ai corrispettivi dell'adriatico di una percentuale che va dal 10% al 30% circa, raggiungendo una possibilità di nevicate del 70/75% verso Arquata del Tronto rispetto al 20/25% di Cessapalombo e San Ginesio.
- Il vento influenza l'evaporazione, la distribuzione energetica, le masse d'aria, l'igrometria e la temperatura delle zone del parco. Nonostante non sia stato analizzato dettagliatamente, assume aspetti legati alla conformazione del territorio, ritrovandosi spesso ad aumentare verso i Comuni rivolti all'adriatico a causa della distribuzione della catena appenninica. Il 24 marzo 1985 sul Monte Bove ha raggiunto la velocità di 228 km/h e i 207 km/h il 14 gennaio 1991, mentre il 14 aprile 1970, a Bolognola, ha raggiunto i 200 km/h.

### Orografia

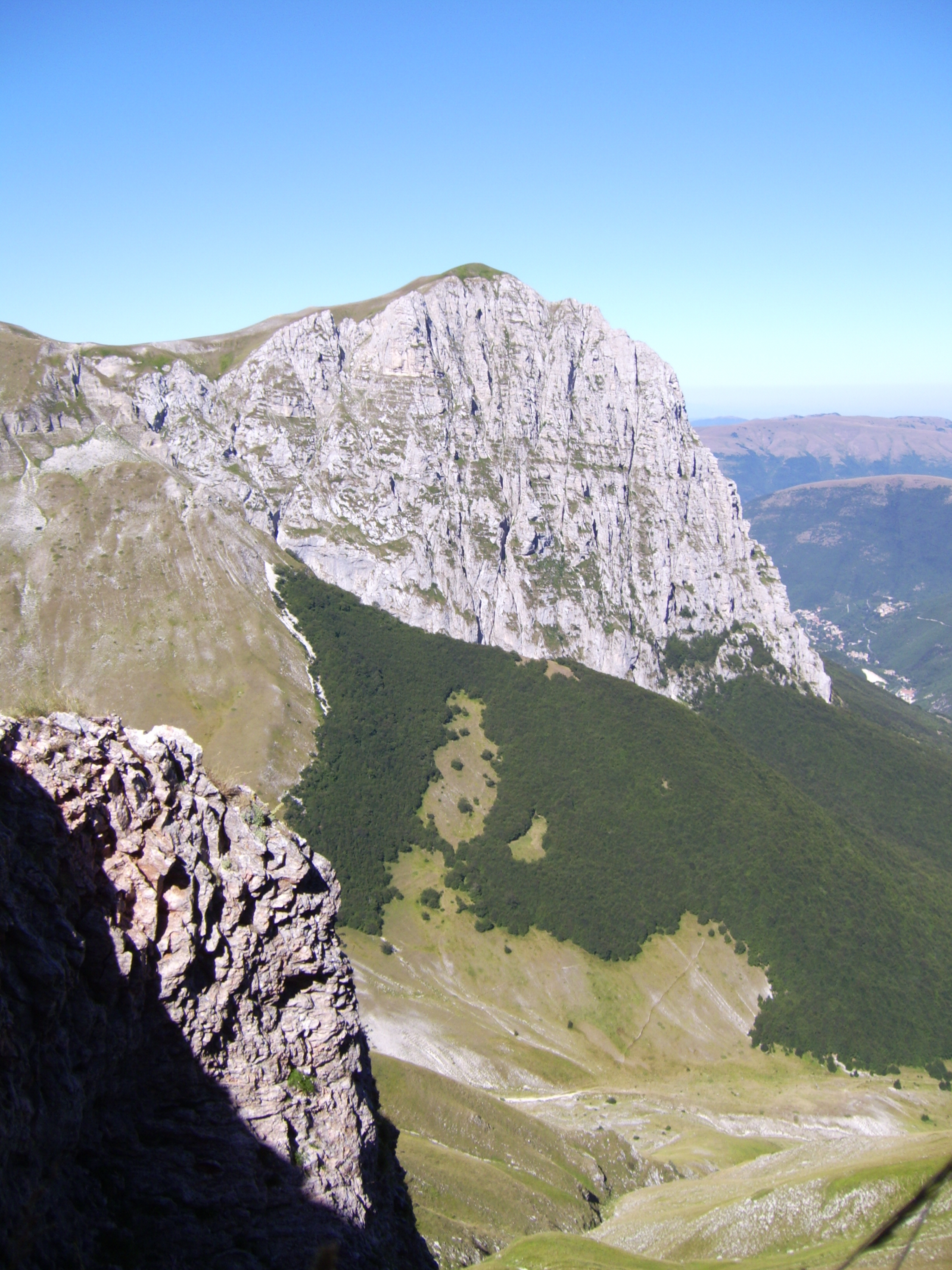
Il versante sud del Monte Bove

Il monte più alto, nonché la cima più alta delle Marche, è il Monte Vettore che con i suoi 2476 m domina Castelluccio.
Numerose sono le cime che superano i 2000 metri, tra cui:
- Cima del Redentore (2448 m)
- Pizzo del Diavolo (2410 m)
- Monte Priora (2332 m)
- Pizzo Berro (2260 m)
- Monte Porche (2233 m)
- Monte Argentella (2201 m)
- Monte Sibilla (2173 m)
- Monte Bove (2169 m)
- Palazzo Borghese (2119 m)
- Pizzo Tre Vescovi (2092 m)

### Idrografia[2]
L'area del parco è delineata dai fiumi Chienti e Tronto: trovandosi a confine con il perimetro, segnano i confini naturali a settentrione e a meridione. La presenza di rocce calcaree aiuta il terreno ad assorbire l'acqua piovana che, eventualmente venisse assorbita in notevole quantità, può creare numerosi sorgenti a basse quote. I corsi d'acqua che si possono trovare sono brevi e facilitano la discesa a valle di sedimenti calcarei, che si uniscono con il terreno a formare le colline. Nel territorio del parco nascono quattro fiumi principali: Aso, Tenna e Fiastrone, che sfociano nel Mare Adriatico, e il Nera, che si sviluppa sul bacino tirrenico. Questi quattro fiumi sono rispettivamente accompagnati da altri corsi d'acqua, nel dettaglio:
- Fiume Aso: fosso della Rota,
- Fiume Chienti: fiume Fiastrone, fiume Fiastra, fosso dell'Acquasanta, ruscello Rio Bagno e ruscello Rio Sacro,
- Fiume Nera: fiume Sordo, torrente Campiano, torrente Ussita, fosso di Piedivalle e fosso Rapegna,
- Fiume Tenna: torrente Ambro, torrente Lera e torrente Cossudro,
- Fiume Tronto: torrente Fluvione, fosso Camartina, fosso Morricone, fosso della Pianella e fosso Rio.

#### Lago di Fiastra
Il lago di Fiastra è un lago artificiale realizzato a partire dal 1949 con lo scopo di fornire energia elettrica utilizzando il corso del Fiastrone. La sua superficie è di 2 km² e il suo nome deriva proprio dal Comune dove si trova, ovvero Fiastra. Vicino al lago, si trovano le Lame Rosse.

#### Lago di Pilato

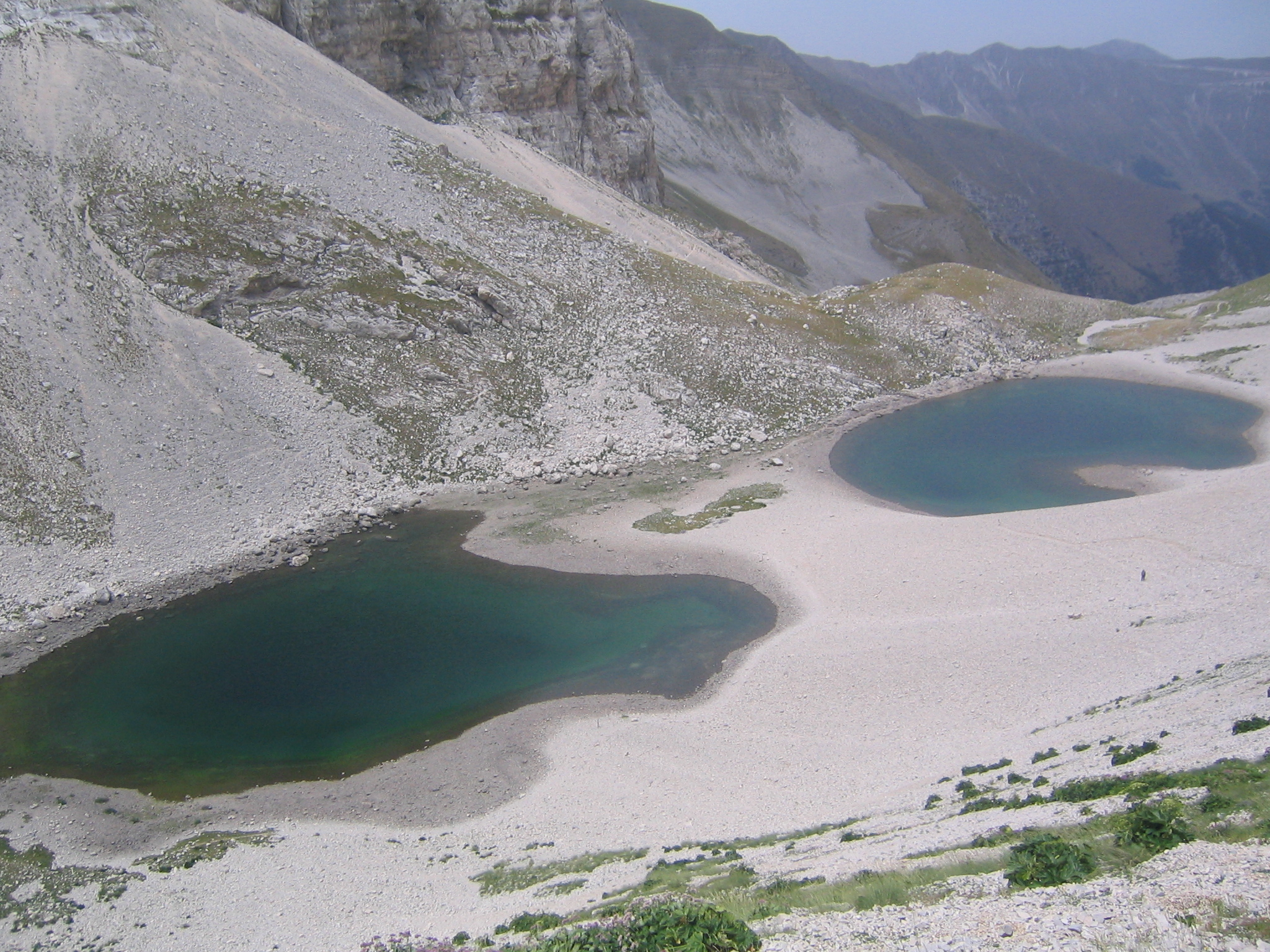
Il lago di Pilato, habitat del chirocefalo.

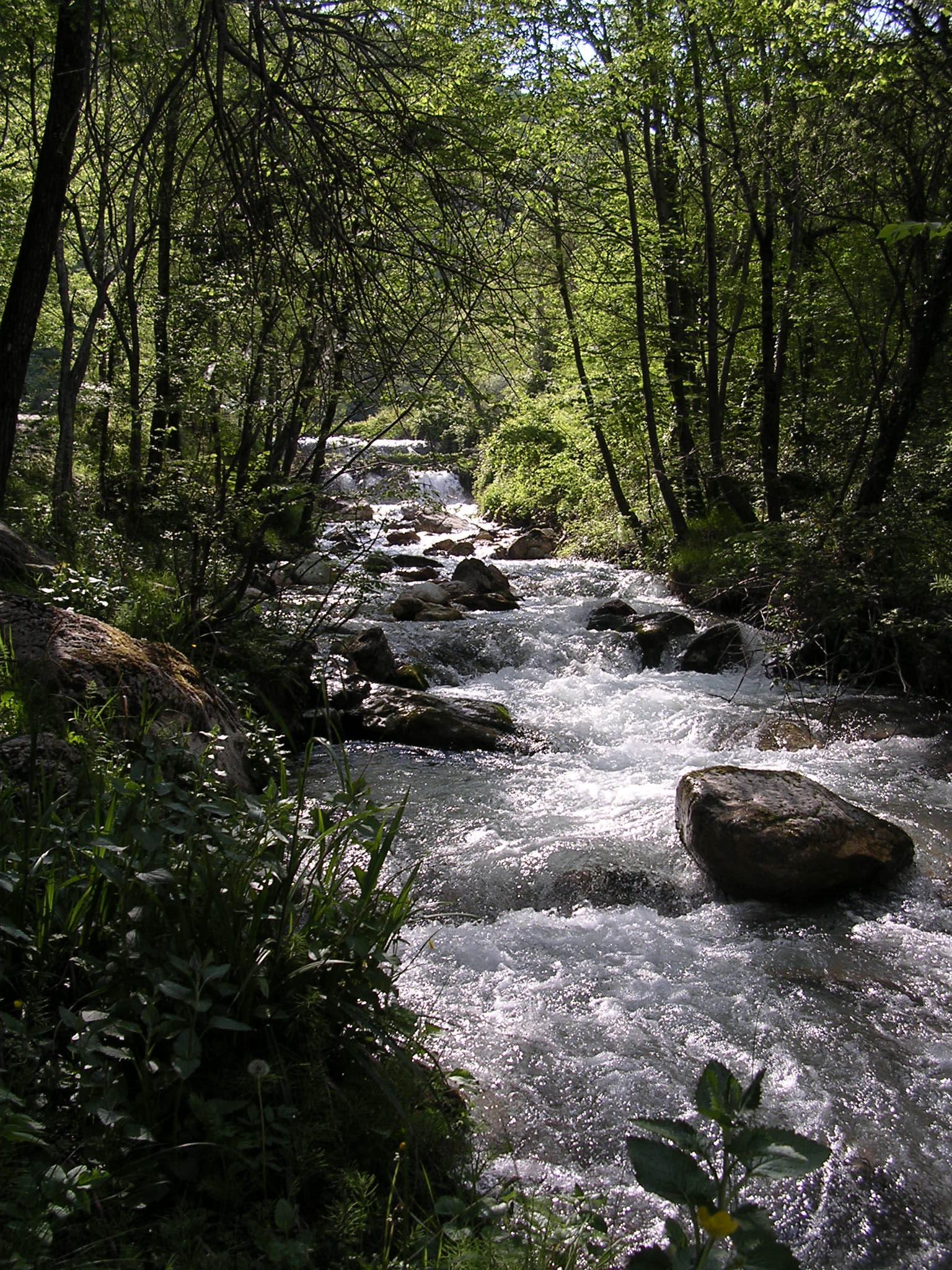
Il fiume Ambro

Collocato tra le pareti impervie e verticali immediatamente sotto la cima del Monte Vettore, il lago di Pilato è uno dei pochissimi laghi glaciali di tipo alpino presenti sull'Appennino e l'unico lago di origine naturale delle Marche.
Le dimensioni e la portata d'acqua dipendono dalle precipitazioni e dallo scioglimento delle nevi, che ricoprono per buona parte dell'anno la superficie dello specchio d'acqua fino all'inizio dell'estate.
In base al livello d'acqua, il lago può apparire unico, oppure diviso in due bacini, da cui deriva il soprannome di "lago con gli occhiali". Ospita un particolare endemismo, il chirocefalo del Marchesoni: un piccolo crostaceo di colore rosso che misura 9-12 millimetri e nuota col ventre rivolto verso l'alto. Nella tradizione popolare prende il suo nome dalla leggenda secondo la quale nelle sue acque sarebbe finito il corpo di Ponzio Pilato condannato a morte da Tiberio. Il corpo, chiuso in un sacco, venne affidato ad un carro di bufali lasciati liberi di peregrinare senza meta e sarebbe precipitato nel lago dall'affilata cresta della Cima del Redentore.

### Comuni

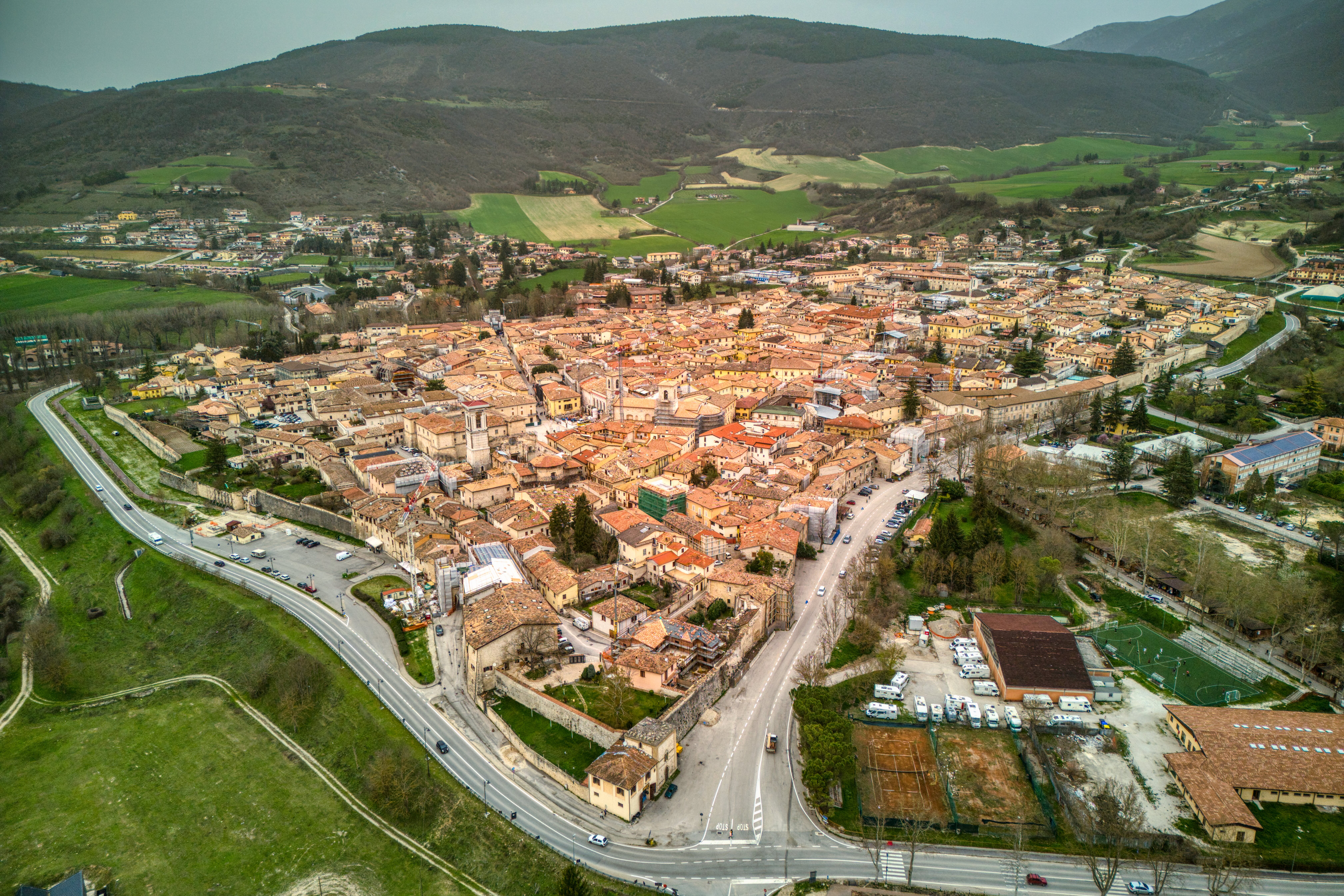
Norcia

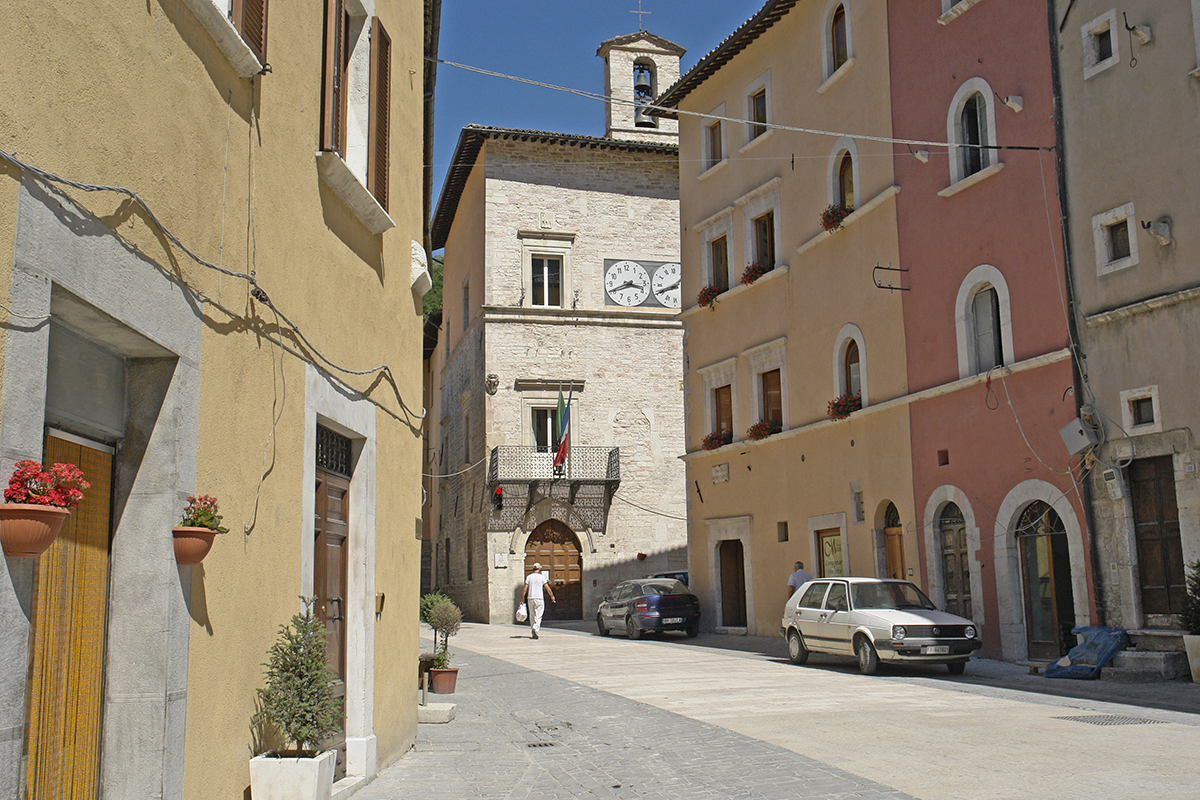
Visso

- Macerata
  - Bolognola
  - Castelsantangelo sul Nera
  - Cessapalombo
  - Fiastra
  - Pieve Torina
  - San Ginesio
  - Ussita
  - Valfornace
  - Visso
- Ascoli Piceno
  - Arquata del Tronto
  - Montegallo
  - Montemonaco
- Fermo
  - Amandola
  - Montefortino
- Perugia
  - Norcia
  - Preci

### Accessi
- Amandola; facilmente raggiungibile dalle Marche, dà accesso al versante orientale della catena e alle valli dell'Ambro e del Tenna.
- Arquata del Tronto; dà accesso al Monte Vettore per chi proviene dalla SS 4.
- Norcia; permette di accedere ai Piani di Castelluccio.
- Visso; accesso alla Val Nerina e al Monte Bove.
- Fiastra; permette di accedere al settore settentrionale del parco.

## Ambiente

### Flora
- Stella alpina (Leontopodium)
- Anemone alpino
- Orchidee (Orchidea)

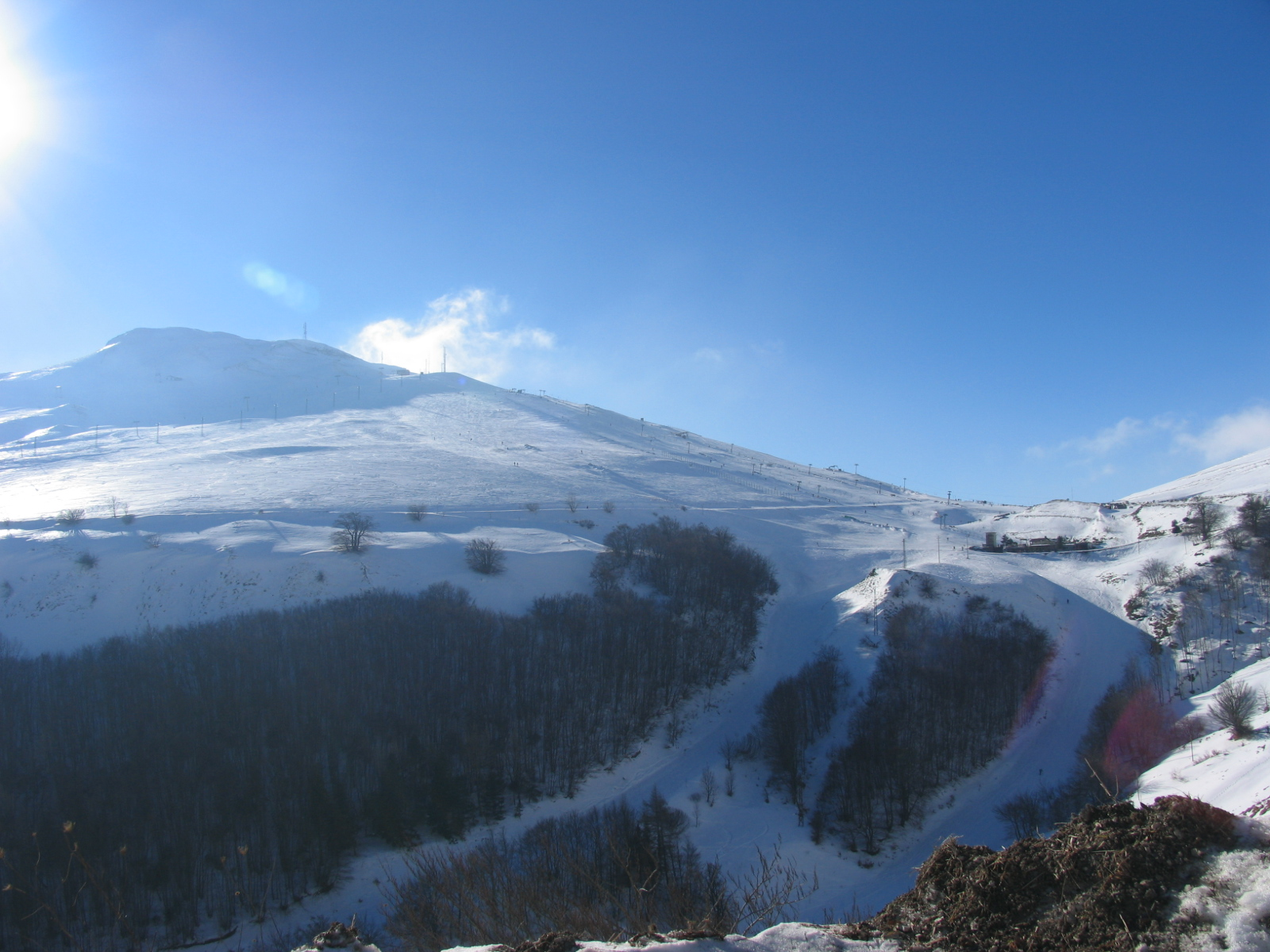
Veduta invernale

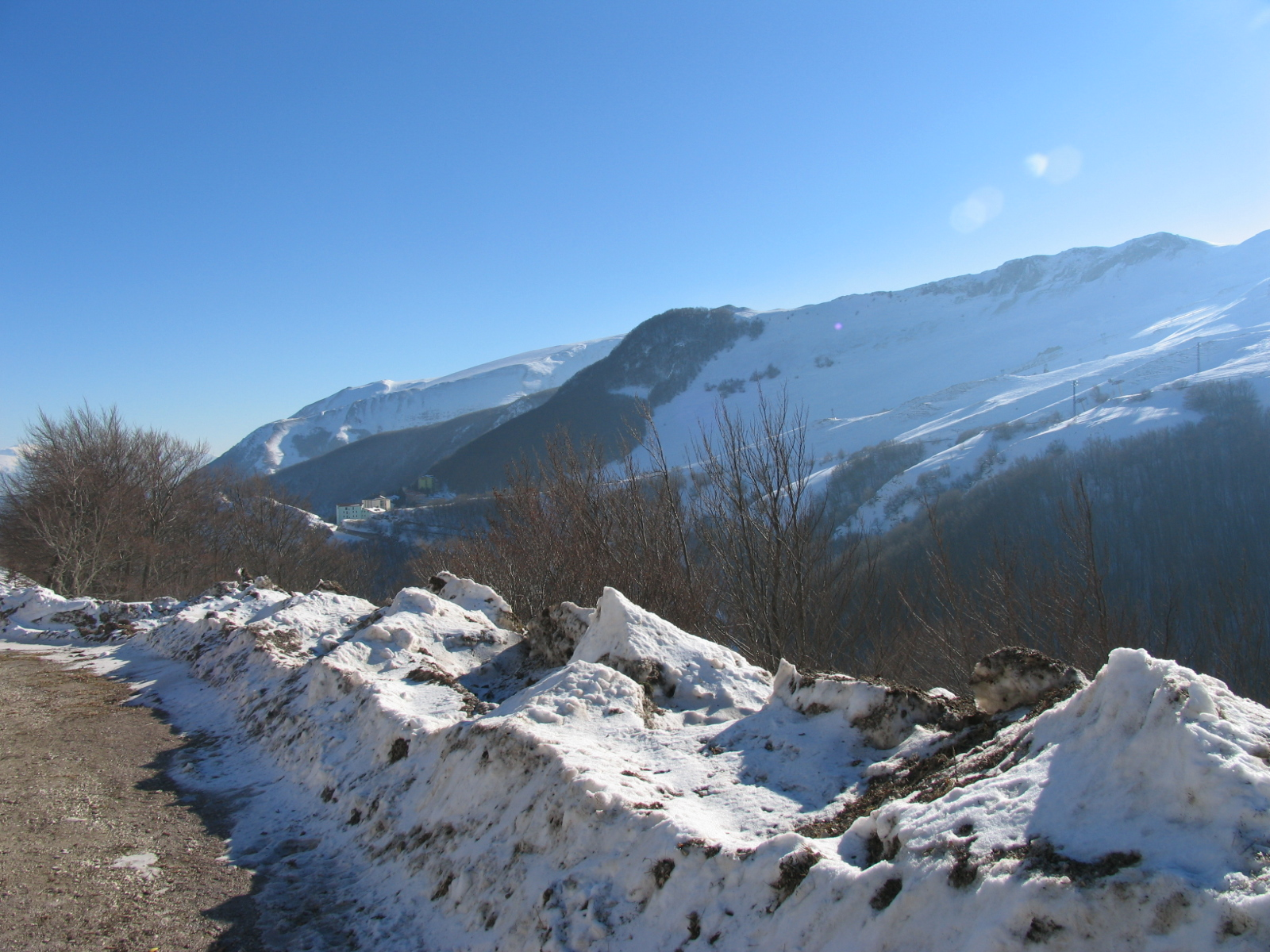
Veduta invernale

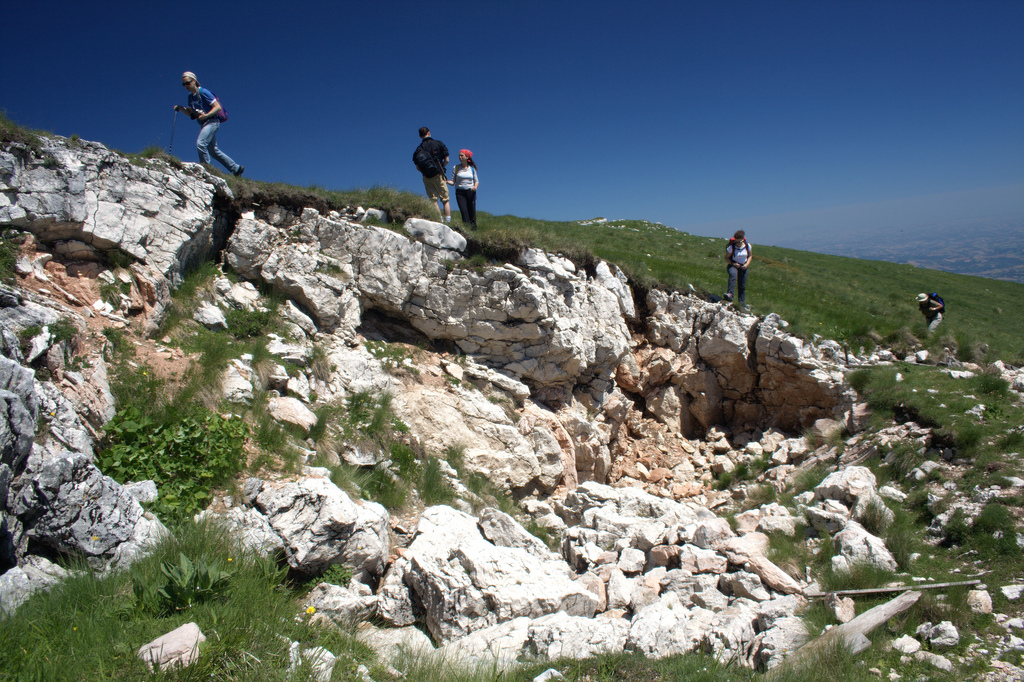
Grotta della Sibilla

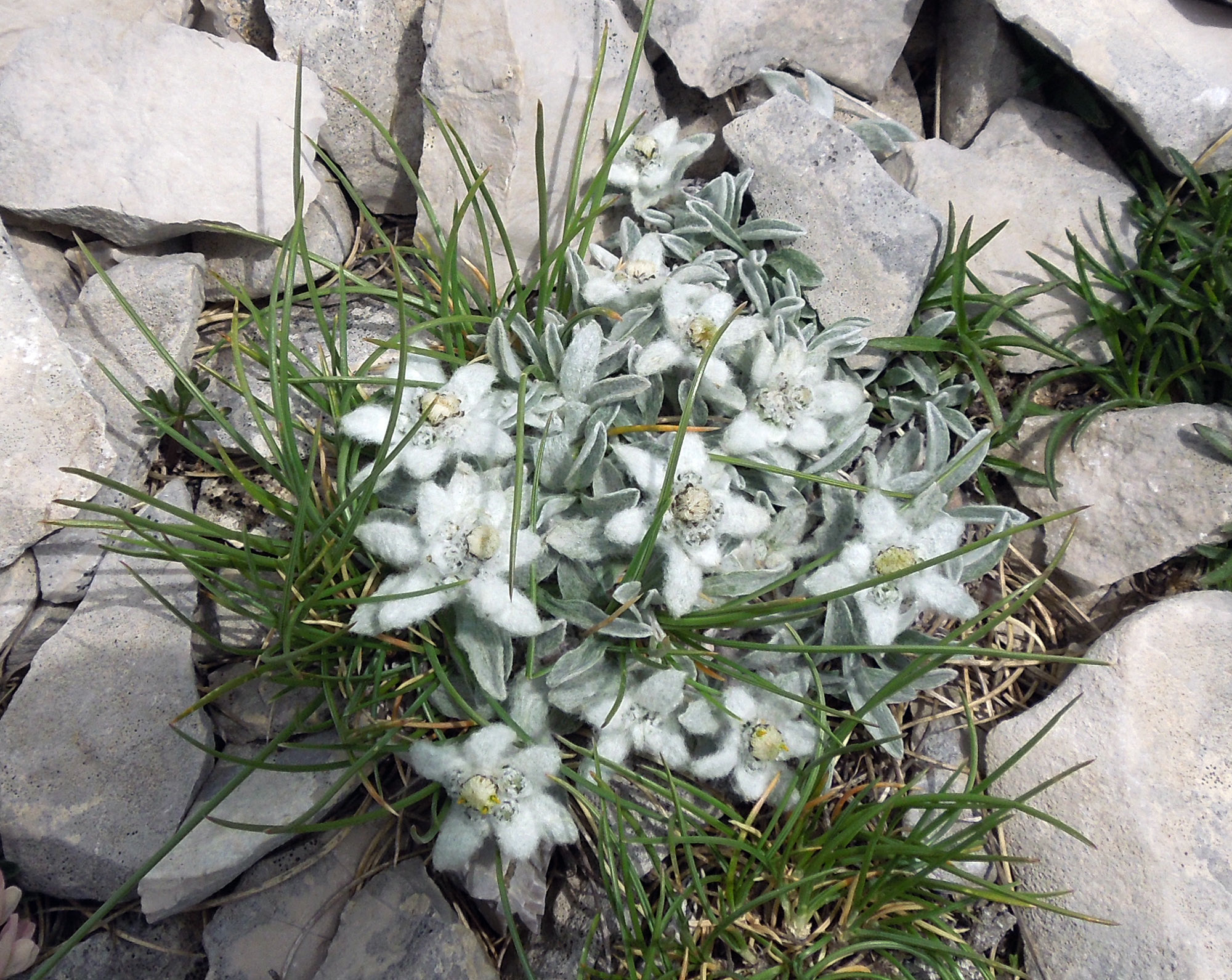
Stelle alpine a Sella delle Ciaule.

- Asfodelo montano (Asphodelus macrocarpus)
- Castagno (Castanea sativa)
- Faggio (Fagus)
- Acero bianco

### Fauna

#### Il cervo
Il cervo (Cervus elaphus) è stato storicamente presente nei Monti Sibillini fin dalla Preistoria e a conferma di ciò, nel 1978 sono stati ritrovati dei fossili in una grotta sul Monte Argentella o nei pressi di Muccia. Questo fa presupporre che la caccia al cervo nella zona si sia sviluppata nel Neolitico. Nel medioevo, precisamente nel 1057, la zona del parco, che si trovava sotto il controllo dello Stato Pontificio, venne descritta in una Bolla pontificia come una zona ricca di cervi. A causarne lo spopolamento fu proprio l'uomo che, nell'alto medioevo, a causa dell'aumento demografico e della fame, bonificò i terreni selvatici presenti nelle alture per renderli coltivabili, restringendo così il suo habitat naturale. A peggiorare la situazione fu l'evoluzione delle armi: con la nascita delle prime armi da fuoco, la caccia divenne un passatempo per nobili, come per i Da Varano e i Pallotta, che organizzavano battute di caccia ai danni di erbivori, tra cui i cervi, e i grandi predatori. La presunta estinzione del cervo nell'area del parco avvenne presumibilmente intorno alla prima metà del XIX secolo. Con uno studio preliminare effettuato nel 2001 dal Parco, il cervo venne reintrodotto. Quest'operazione venne effettuata con l'aiuto dell'amministrazione comunale di Castelsantangelo sul Nera, del Corpo forestale dello Stato e da altri Enti. Dopo essere stati catturati in natura nella Foresta Demaniale di Tarvisio, i primi cervi vennero liberati nel 2005.
Fin dall'medioevo l'importanza del cervo è espressa in numerosi arti, tra cui la pittura e l'artigianato. In particolare si possono ammirare esemplari di cervo rappresentati nella chiesa di Santa Scolastica di Norcia, nella collegiata di Santa Maria Assunta a San Ginesio, nella chiesa di San Michele Arcangelo a Savelli di Norcia e nella chiesa di San Placido ad Ussita.

#### Il cinghiale
La fauna locale è ricca di numerosi animali, in maggioranza mammiferi. Il cinghiale (Sus scrofa) è presumibilmente l'animale selvatico più diffuso all'interno dell'area del parco, diffusione che peggiora il problema socioeconomico. Nonostante esistano predatori naturali del cinghiale, questa problematica ha spinto la direzione a studiare delle determinate misure di sicurezza per evitare gravi danni alle coltivazioni. Gran parte delle volte l'animale consuma le risorse naturali (es. frutti selvatici, erbe, radici), modificando completamente il suolo con buche e una conseguente riduzione della biomassa. Questi fattori determinano il rapporto che l'animale tiene con gli Ungulati e con l'orso, infatti si possono creare eventuali situazioni di conflitto tra le specie. Secondo lo studio di Primavera e Ragni, i cinghiali erano presenti nella zona del parco già dal Mesolitico e solo con l'avvento della rivoluzione neolitica, abbandonarono alcuni territori per lasciare spaglio all'uomo. Scomparso quasi del tutto prima del XVIII secolo, venne reintrodotto negli anni 1970 a scopo venatorio. Negli anni 1980 venne reintrodotto di nuovo, a partire dalla zona di Pian di Pieca: da questi momenti il cinghiale si diffuse in maniera massiccia in tutta l'area, raggiungendo circa 4 000 esemplari nel 1995. Secondo numerosi studi effettuati dalla direzione del parco, nel 1998 le aree coltivate maggiormente colpite dalle sono quelle vicino ad Amandola, Cessapalombo, Montefortino, Montegallo, Montemonaco, Norcia, San Ginesio e Valfornace (Pievebovigliana).

#### L'orso
Nel territorio del Parco sporadicamente si possono aggirare alcuni esemplari di orso bruno marsicano (Ursus arctos marsicanus), finora individuato solo con la presenza di maschi. Gli esemplari in diffusione provengono dalla "core-area" che ricade, essenzialmente, nel Parco nazionale d'Abruzzo, Lazio e Molise, zona che ospita la circa una cinquantina di esemplari. Dal 2006 al 2010 un maschio, stabilmente presente nella zona, è stato monitorato dagli zoologi Massimo Dall'Orso e Paolo Forconi, su indicazione dell'Ente Parco, per approfondire le conoscenze sul comportamento dell'animale, sugli spostamenti e sulle abitudini alimentari. L'animale si è poi spostato nel Parco naturale regionale del Sirente-Velino, dove è stato trovato esanime nel gennaio del 2012.

#### Altri animali
- Crostacei: Chirocefalo del Marchesoni (Chirocephalus marchesonii).
- Mammiferi: Camoscio appenninico (Rupicapra pyrenaica ornata), reintrodotto nel 2008[12], Capriolo (Capreolus capreolus), Lupo appenninico (Canis lupus italicus), Gatto selvatico (Felis silvestris), Tasso (Meles meles), Volpe (Vulpes vulpes), Lepre (Lepus europaeus), Scoiattolo (Sciurus vulgaris meridionalis), Ghiro (Glis glis), Istrice (Hystrix cristata), Donnola (Mustela nivalis), Arvicola delle Nevi (Chionomys nivalis), Topo selvatico (Apodemus sylvaticus), Ratto nero (Rattus rattus).
- Pesci: Barbo (Barbus tyberinus), Carassio dorato (Carassius auratus), Carpa (Cyprinus carpio), Cavedano (Leuciscus cephalus), Cavedano etrusco (Leuciscus lucumonis), Ghiozzo (Neogobius nigricans), Persico sole (Lepomis gibbosus), Rovella (Sarmarutilus rubilio), Scazzone (Cottus gobio), Trota fario (Salmo trutta fario), Vairone (Leuciscus souffia).[2]
- Anfibi: Rospo comune (Bufo bufo), rana verde (Pelophylax sp.), Raganella italiana (Hyla intermedia), Rana appenninica (Rana italica), Geotritone italiano (Speleomantes italicus), Salamandrina di Savi (Salamandrina perspicillata), Tritone crestato (Triturus carnifex), Tritone italiano (Lissotriton italicus), Tritone punteggiato (Lissotriton vulgaris); non è stato più ritrovato, dal 2013, il sempre più raro Ululone appenninico (Bombina variegata pachypus), mentre non ci sono dati recenti per Rana agile (Rana dalmatina) e Salamandra pezzata (Salamandra salamandra)[13][14].
- Rettili: Biacco (Hierophis viridiflavus), Colubro liscio (Coronella austriaca), Natrice dal collare barrata (Natrix helvetica), Natrice tassellata (Natrix tessellata), Saettone comune (Zamenis longissimus), Vipera comune (Vipera aspis), Vipera dell'Orsini (Vipera ursinii), Orbettino (Anguis veronensis), Ramarro (Lacerta bilineata), Lucertola campestre (Podarcis siculus), Lucertola muraiola (Podarcis muralis), Luscengola (Chalcides chalcides). Molto rari il Cervone (Elaphe quatuorlineata) e il Colubro di Riccioli (Coronella girondica). Tra il 2018 e il 2020 è stata segnalata la presenza del Geco comune (Tarentola mauritanica), specie termofila la cui distribuzione è limitata alle zone costiere e ai centri abitati della prima collina marchigiana, ai confini del Parco (comune di Caldarola) e nel territorio di Fiastra (loc. Tribbio)[13][14]
- Uccelli: Aquila reale (Aquila chrysaetos), Falco pellegrino (Falco peregrinus), Gheppio (Falco tinnunculus), Poiana (Buteo buteo), Civetta (Athene noctua), Picchio verde (Picus viridis), Allocco (Strix aluco), Gufo comune (Asio otus), Gufo reale (Bubo bubo), Coturnice (Alectoris graeca).

## Turismo

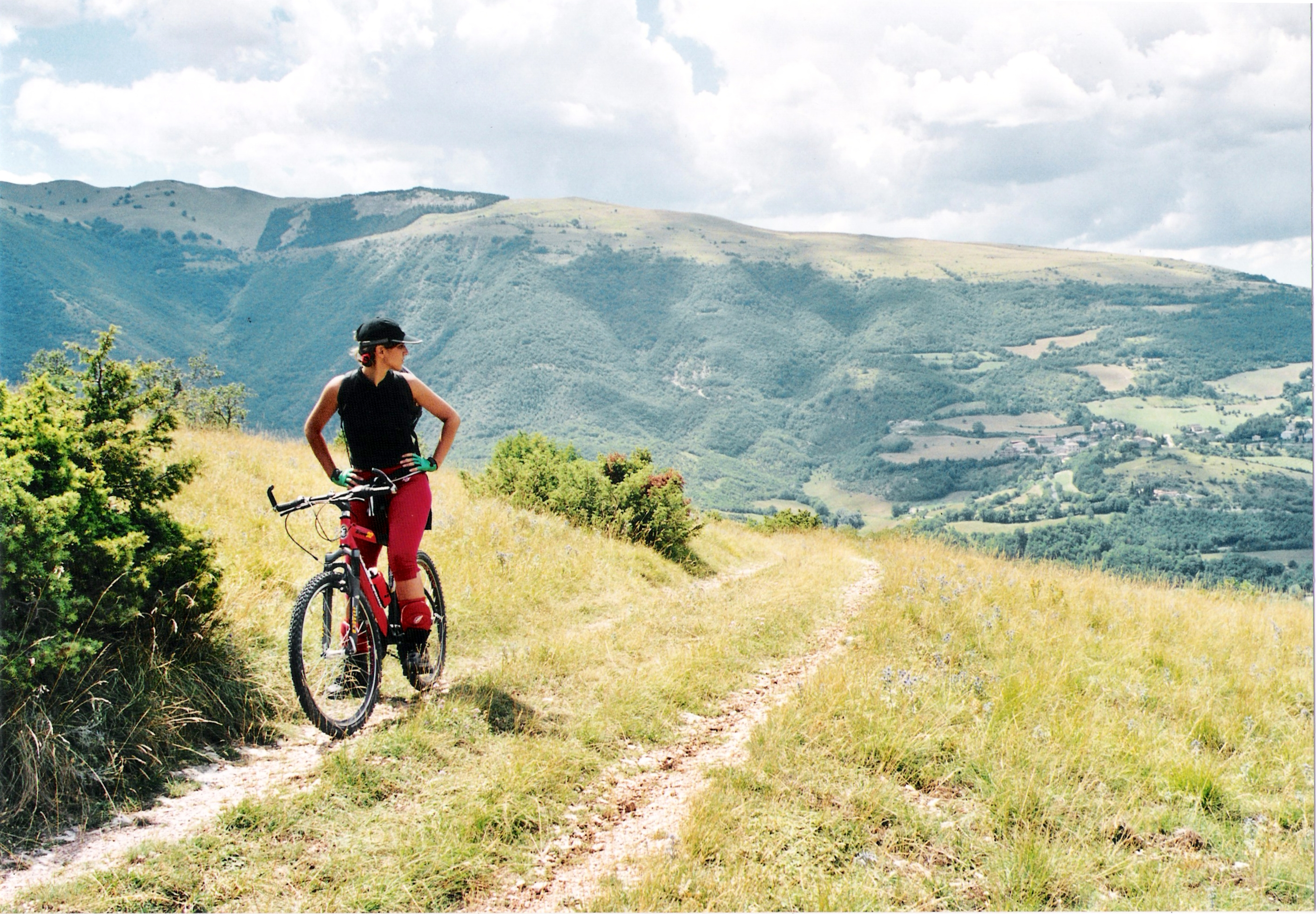
Mountain biking nel parco

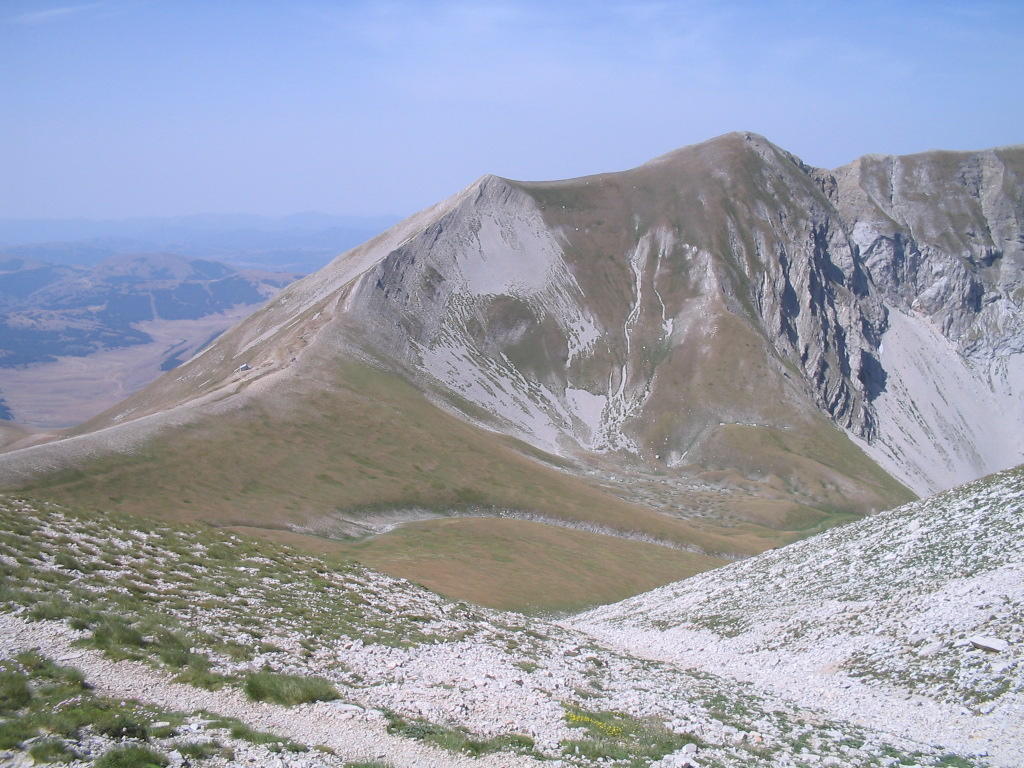
Cima del Redentore

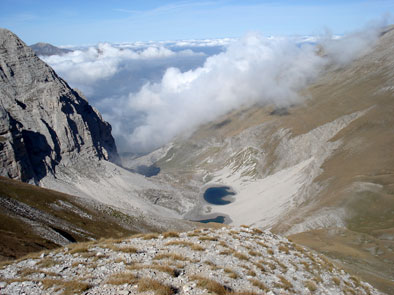
Il lago di Pilato dal Monte Vettore

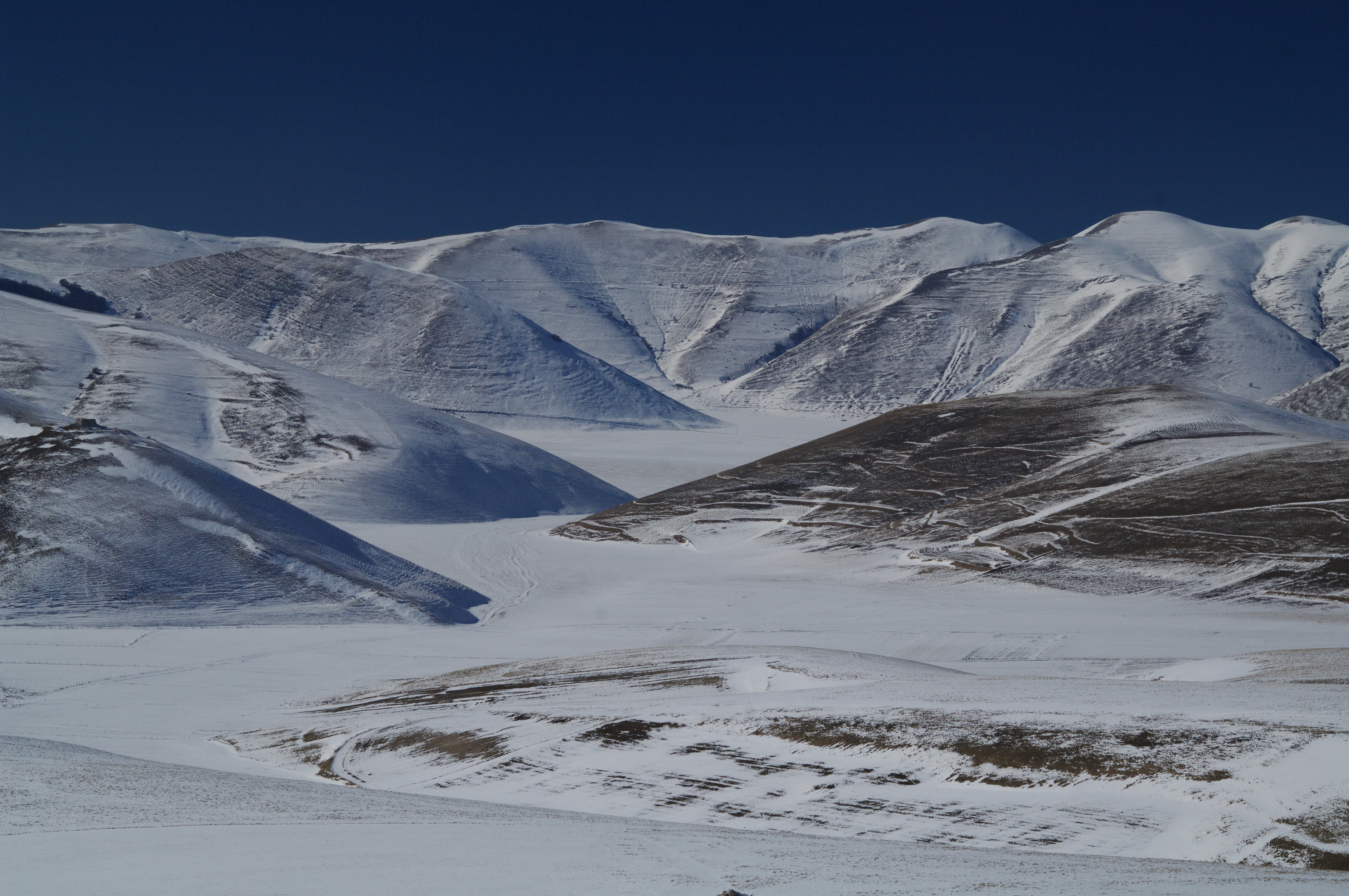
Castelluccio d'inverno

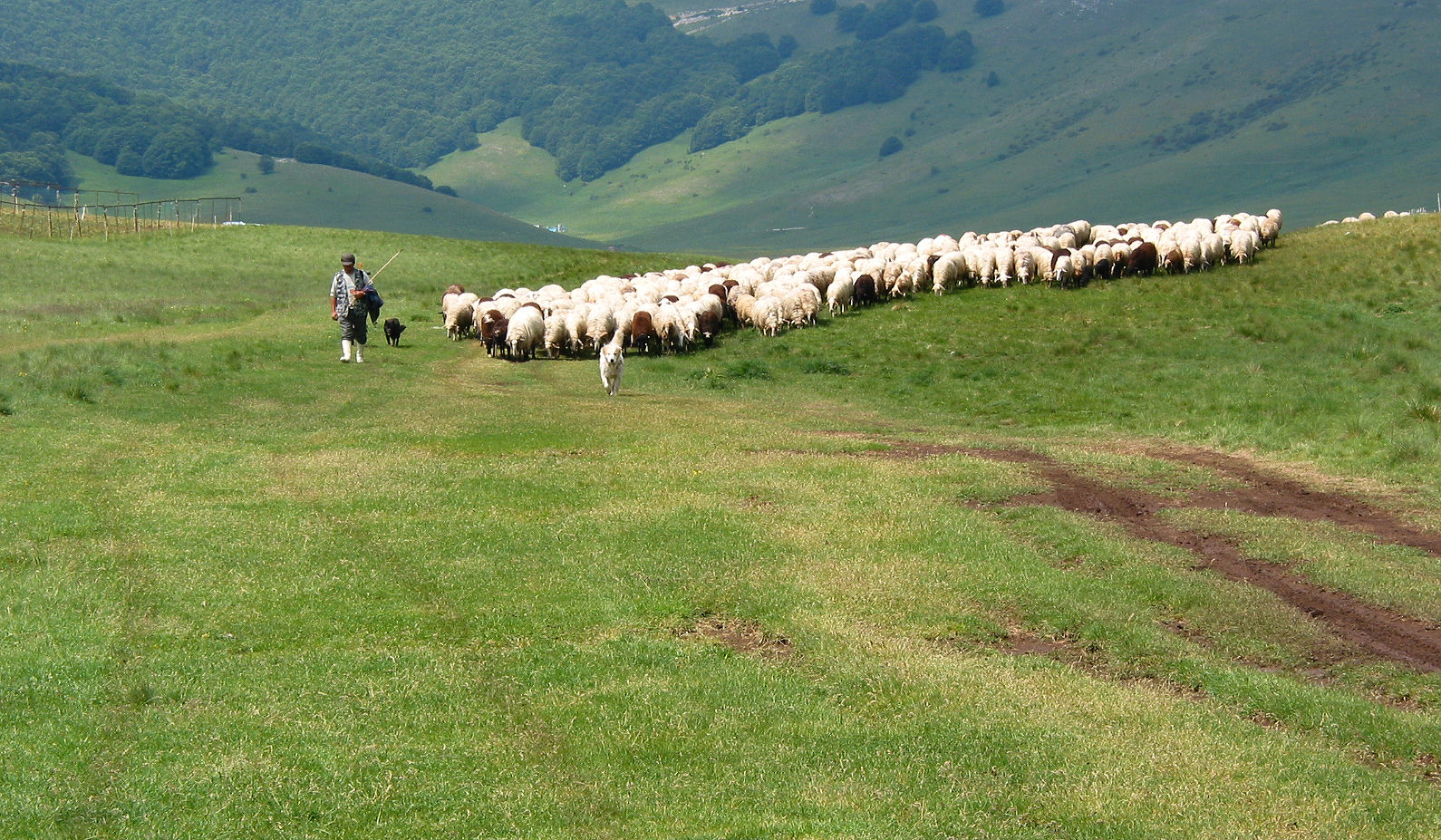
Pastore al pascolo con gregge

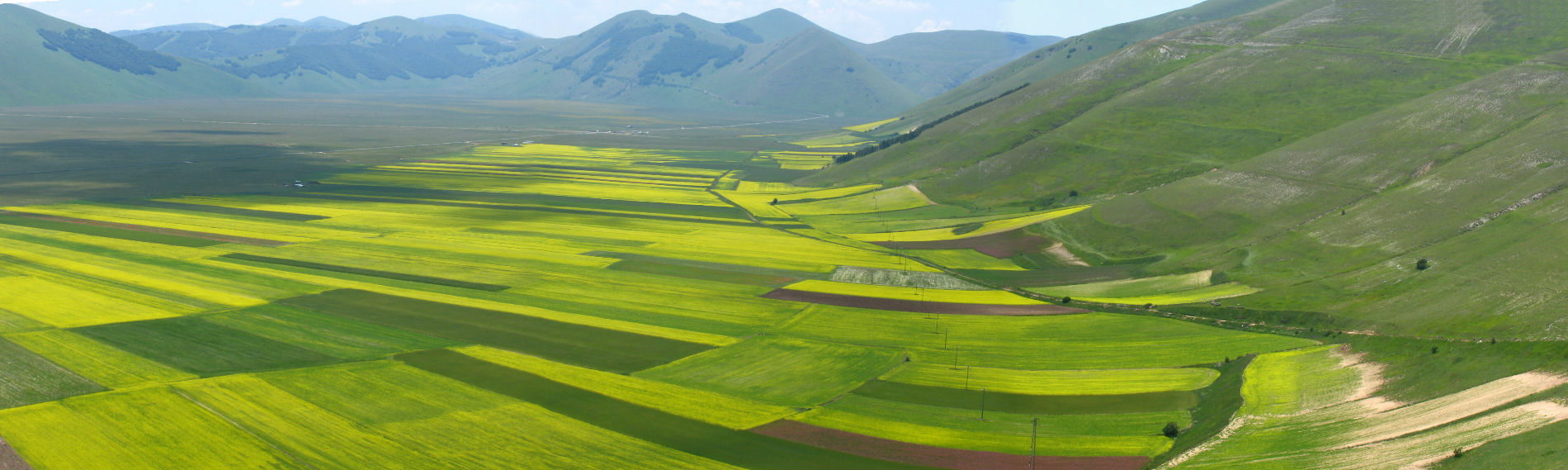
I Piani di Castelluccio durante la fioritura della lenticchia

### Tipologie di turismo offerte dai Sibillini
I Sibillini possono offrire diversi tipi di attività turistiche.
Il turismo enogastronomico, il più importante e interessante nelle Marche, viene incentivato e incrementato grazie alla presenza del tartufo nero, ma il Parco dei Sibillini è crocevia di altre antichissime tradizioni gastronomiche, frutto dell’unione tra la civiltà pastorale, la norcineria (di cui l'Umbria è capitale indiscussa) e l'agricoltura, che resiste con alcune produzioni simbolo, come la lenticchia di Castelluccio. Sui Monti Sibillini si producono anche salumi straordinari (coppe di testa, lonze e capocolli, salami e prosciutti), formaggi legati alla transumanza (Pecorino), ricotte (fresche o stagionate) e, in misura minore, caprini o misti. L'elenco delle ricchezze gastronomiche prosegue con antiche varietà di mele, (come le mele rosa dei Sibillini, frutto antichissimo protagonista del festival “Sibillini in Rosa”, di Montedinove, provincia di Ascoli Piceno, di cui parla anche il poeta romano Orazio), eccellenti produzioni di miele, funghi, castagne, ceci, cicerchie, trote di acqua dolce, farine, pane cotto a legna, biscotti e, per finire, i due tradizionali fine pasto della zona: il Mistrà e il vino cotto.
Il turismo dei borghi trova un’offerta molto ricca costituita dai suggestivi centri storici di origine medievale che caratterizzano tutti i Comuni del territorio. Tuttavia, antichi borghi possono essere considerate anche le frazioni, in parte abbandonate. Le chiese, gli eremi, le pievi e i monasteri, diffusi in quantità straordinaria sul territorio, potrebbero incentivare la terza tipologia di turismo, quello religioso e culturale. Inoltre, è possibile praticare il turismo sportivo soprattutto nelle forme del trekking, del turismo equestre e invernale.
Costituisce un’opportunità per i Sibillini, anche il turismo termale. Su questo fronte, i centri termali che si trovano all’interno o nei pressi del territorio dei Sibillini sono le terme di Acquasanta, nella provincia di Ascoli Piceno e quelle di Sarnano, nella provincia di Macerata.  I Sibillini possono inoltre attirare la categoria delle famiglie con bambini che necessitano di ambienti adeguati in cui i bambini possano divertirsi e passare del tempo in sicurezza.  Si potrebbe, inoltre, incentivare il segmento MICE, organizzando convegni e congressi associati a degustazioni di prodotti tipici.

### Strutture ricettive
Il parco ospita diversi centri di informazione turistica, con funzioni di documentazione e di approfondimenti tematici.
Il Centro del Cervo e di Recupero della fauna selvatica e il Centro Visita e area faunistica del Camoscio appenninico, rispettivamente a Castelsantangelo sul Nera e a Fiastra, ospitano alcuni esemplari di cervo e di camoscio in condizioni simili a quelle naturali, che possono essere avvistati durante le visite.
Il Museo Antropogeografico di Amandola è dedicato alla varietà dei paesaggi naturali dei Sibillini e al loro rapporto con la vita dell'uomo in queste terre.
I Centri visita e le Case del Parco sono degli spazi tematici che svolgono sia il ruolo di accoglienza turistica, che quello di educazione ambientale. Al loro interno è possibile acquistare mappe e guide e prenotare visite ed esplorazioni nel territorio del parco. Queste strutture sono ospitate ad Amandola, Arquata del Tronto, Castelsantangelo sul Nera, Cessapalombo, Fiastra-Acquacanina, Montefortino, Montemonaco, Norcia, Preci e Visso.

### Il Grande Anello dei Sibillini
Il Grande Anello dei Sibillini è un percorso escursionistico di circa 120 km, che si sviluppa per tutta l'estensione del Parco nazionale dei Monti Sibillini. È percorribile a piedi, a cavallo o in mountain bike e nella sua versione trekking è diviso in nove tappe giornaliere (di circa 12 km in media) da compiere in successione: si può iniziare da una qualsiasi delle tappe previste e si può percorrere sia in senso orario che anti-orario. L'intero percorso è segnalato da una cartellonistica dedicata e sono disponibili in commercio diverse guide e mappe con il tragitto per ciascuna tappa. L'ente parco ha ristrutturato diversi rifugi lungo il sentiero, che fungono da punti di ristoro e di pernottamento per i turisti.

### Eventi
Il 22 maggio 2003, in occasione della giornata Internazionale della Biodiversità, il Parco Nazionale dei Monti Sibillini è stato premiato con il Panda d'Oro per la realizzazione del progetto Ricostituzione degli Arbusti e reintroduzione del Pino mugo e dell'Abete bianco.
Con il Panda d'Oro il WWF vuole valorizzare le "buone pratiche" nel campo della tutela delle specie e degli habitat, promuovendo le tante esperienze, spesso poco conosciute, di interventi di conservazione ambientale. Su 41 progetti che hanno partecipato al concorso, 18 sono stati quelli promossi da parchi o riserve naturali, 9 dalle province e 3 dal Corpo Forestale dello Stato.